# Miloš Vymazal
Miloš Vymazal (* 2. února 1943, Vrahovice) je oční lékař, optik a vysokoškolský pedagog.

## Životopis
Vystudoval medicínu (promoce 1966). Působil krátce ve Zlíně a poté v Olomouci. V roce 1986 se habilitoval. Od roku 1987 byl přednostou Oční kliniky Fakultní nemocnice v Olomouci a byl vedoucím katedry na Lékařské fakultě Univerzity Palackého.[zdroj?] Byl členem redakční rady časopisu 	Acta Universitatis Palackianae Olomucensis Facultatis Medicae.
V současnosti (2025) provozuje samostatnou praxi.

## Dílo (výběr)
- VYMAZAL, Miloš – ŘEHÁK, Jiří. Cryotherapy in treatment of neovascular glaucoma with closed chamber angle. Klinische Monatsblätter für Augenheilkunde, 1994, Roč. 204, č. 1, s. 20-23. ISSN: 0023-2165.
- VYMAZAL, Miloš. Nejčastější typy refrakčních vad a jejich korekce. Zdravotnické noviny (Avicenum/Mladá fronta), 1998, Roč. 47, č. 31. ISSN: 1805-2355.
- VYMAZAL, Miloš. Výhody řezu ab externo a kryoextrakce v chirurgii katarakty. Československá oftalmologie, 1975, Roč. 31, č. 6, s. 468-471. ISSN: 0009-059X.